# Chirgaon
Chirgaon é uma cidade e um município no distrito de Jhansi, no estado indiano de Uttar Pradesh.

## Demografia
Segundo o censo de 2001, Chirgaon tinha uma população de 14,105 habitantes. Os indivíduos do sexo masculino constituem 53% da população e os do sexo feminino 47%. Chirgaon tem uma taxa de literacia de 67%, superior à média nacional de 59.5%; a literacia no sexo masculino é de 75% e no sexo feminino é de 59%. 14% da população está abaixo dos 6 anos de idade.